# El libro negro del capitalismo
El libro negro del capitalismo (en francés: Livre noir du capitalisme) es un trabajo publicado en 1998, como reacción a El libro negro del comunismo (1997) editado por Le Temps des Cerises.
El libro denuncia lo que se consideran como, dentro de la historia, daños imputables al capitalismo. La obra aborda las muertes causadas por la trata de negros (comercio de esclavos) durante el período colonial de las principales potencias europeas y la mayoría de los conflictos bélicos del siglo XX (la Primera Guerra Mundial, la guerra civil rusa posterior a la revolución de Octubre de 1917, la irrupción del fascismo italiano, el surgimiento del nazismo alemán, la Segunda Guerra Mundial, las intervenciones estadounidenses en América Latina, la guerra de Vietnam y la represión de los movimientos sociales históricos, como lo que tuvieron lugar durante la década de 1960).
El libro brinda un balance de alrededor de 100 millones de muertes de acuerdo con el período observado, comprendido entre 1900 y 1997.

## Autores
Fue escrito por varias personalidades, provenientes de diversos ámbitos de las ciencias sociales o humanísticas: historiadores, sociólogos, economistas o sindicalistas. Cada autor escribió sobre algún aspecto histórica o actual relacionado con la evolución del capitalismo. Debido a esa metodología de redacción y edición, los diferentes capítulos sucesivos no están necesariamente relacionados entre sí.
Los autores del mismo son: Gilles Perrault, Caroline Andréani, Francis Arzalier, Roger Bordier, Maurice Buttin, Canale, François Chesnais, Maurice Cury, François Delpla, François Derivery, André Devriendt, Pierre Durand, Jean-Pierre Fléchard, Yves Frémion, Yves Grenet, Jacques Jurquet, Jean Laïlle, Maurice Moissonnier, Robert Pac, Philippe Paraire, Paco Peña, André Prenant, Maurice Rajsfus, Jean Suret, Subhi Toma, Monique y Roland Weyl, Claude Willard y Jean Ziegler.

## Índice de sus capítulos
- I. Por qué un libro sobre el capitalismo.
- II. Neoliberalismo totalitario.
- III. Los orígenes del capitalismo: Siglos XV-XIX.
- IV. Una economía esclava y el capitalismo: Una evaluación cuantificable.
- V. La Primera Guerra Mundial: 15 millones de muertos y 30 millones de heridos durante 3 años y medio.
- VI. La contra revolución y las intervenciones extranjeras en Rusia (1917-1921).
- VII. Un inmenso Guernica.
- VIII. La Segunda Guerra Mundial.
- IX.. Sobre los orígenes de las guerras y una forma paroxísmica de capitalismo.
- X. El imperialismo, el sionismo y Palestina.
- XI. Guerra y opresión. Guerra y castigo: El costo en Vietnam.
- XII. La anexión fascista de Timor Oriental.
- XIII. África bajo el mandato colonial francés.
- XIV. La independencia africana y el “comunismo”.
- XV. Intervenciones norteamericanas en América Latina.
- XVI. La larga marcha de los afroamericanos en los Estados Unidos. El sueño no concluido.
- XVII. Un siglo de genocidio en Cuba. La reconcentración de Weiler.
- XVIII. El genocidio de los aborígenes indígenas americanos.
- XIX. El asalto capitalista sobre Asia.
- XX. Las migraciones de los siglos XIX y XX: Contribución a la historia del capitalismo.
- XXI. Capitalismo, carrera armamentística y armas comerciales. El Complejo Militar Industrial.
- XXII. Los muertos vivos de la globalización.
- XXIII. Los banqueros suizos matan sin armas.
- XXIV. Un pub vale mil bombas (publicitando crímenes en la guerra moderna).
- XXV. Cuando la abolición del capitalismo no es suficiente.
- XXVI. El capitalismo y la barbarie: El retrato negro de las masacres y guerras del siglo XX.